# Provinciale weg 468
De provinciale weg 468 (N468) is een provinciale weg in de provincie Zuid-Holland. De weg vormt een verbinding tussen de A20 ten noordoosten van Maassluis en de N223 nabij 't Woudt. Ten zuiden van 't Woudt heeft de weg eveneens een aansluiting op de A4 richting Delft-Zuid en Den Haag. De weg verloopt grotendeels langs de Gaag.
De weg is uitgevoerd als tweestrooks-erftoegangsweg met een maximumsnelheid van 60 km/h. In de gemeente Maassluis draagt de weg de straatnaam Oude Veiling. In de gemeente Midden-Delfland heet de weg achtereenvolgens Oude Veiling, Koningin Julianaweg, Prinses Beatrixlaan, Molenweg, Oostgaag, Gaagweg, Rijksstraatweg en Klaas Engelbrechtsweg.
Vanwege het ontbreken van de A4 tussen de aansluiting Delft-Zuid en Knooppunt Kethelplein en de vele files op de A13 was de weg tot de opening van het wegvak eind 2015 een bekende sluiproute van de A4 naar de A20.

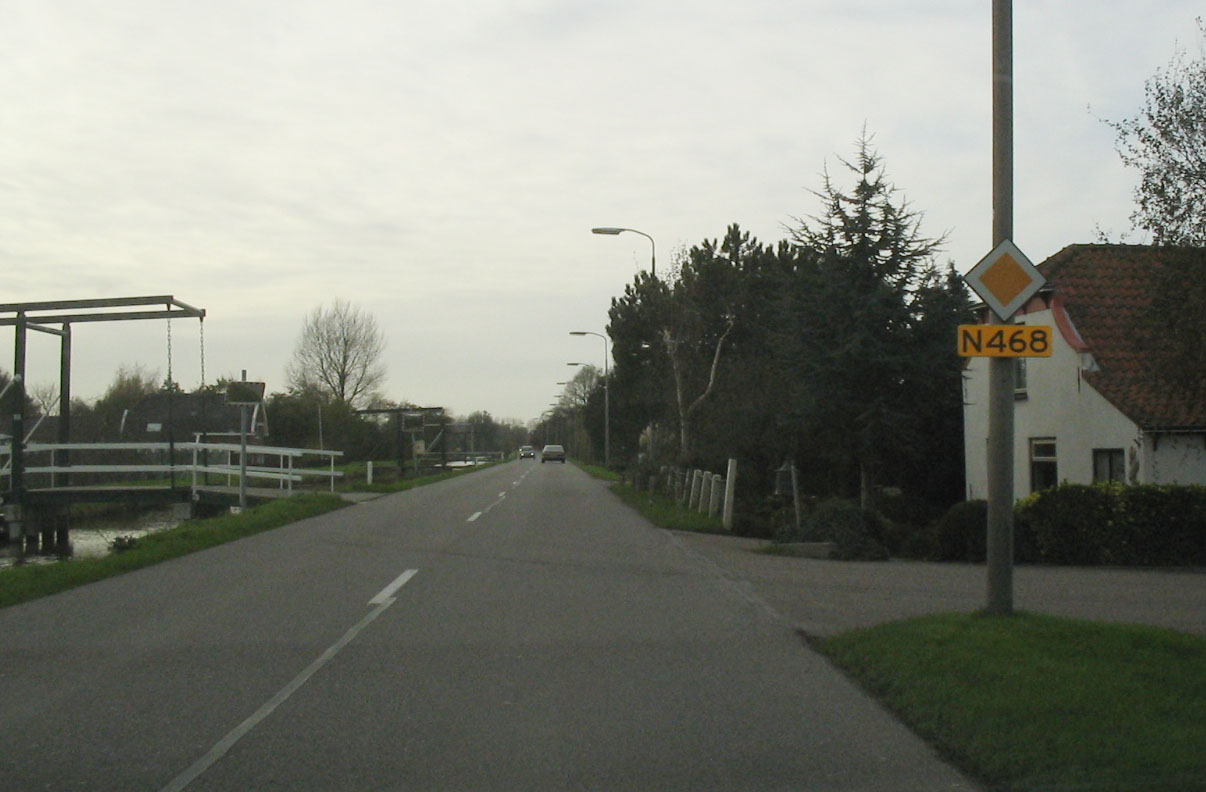
Langs het water

N23 · N194 · N196 · N197 · N198 · N199 · N200 · N201 · N202 · N203 · N204 · N205 · N206 · N207 · N208 · N209 · N210 · N211 · N212 · N213 · N214 · N215 · N216 · N217 · N218 · N219 · N220 · N221 · N222 · N223 · N224 · N225 · N226 · N227 · N228 · N229 · N230 · N231 · N232 · N233 · N234 · N235 · N236 · N237 · N238 · N239 · N240 · N241 · N242 · N243 · N244 · N245 · N246 · N247 · N248 · N249 · N250 · N307

N401 · N402 · N403 · N404 · N405 · N406 · N407 · N408 · N409 · N410 · N411 · N412 · N413 · N414 · N415 · N416 · N417 · N418 · N419 · N420 · N421 · N439 · N440 · N441 · N442 · N443 · N444 · N445 · N446 · N447 · N448 · N449 · N450 · N451 · N452 · N453 · N454 · N455 · N456 · N457 · N458 · N459 · N460 · N461 · N462 · N463 · N464 · N465 · N466 · N467 · N468 · N469 · N470 · N471 · N472 · N473 · N474 · N475 · N476 · N477 · N478 · N479 · N480 · N481 · N482 · N483 · N484 · N487 · N488 · N489 · N490 · N491 · N492 · N493 · N494 · N495 · N496 · N497 · N498 · N501 · N502 · N503 · N504 · N505 · N505 (Andijk) · N506 · N507 · N508 · N509 · N510 · N511 · N512 · N513 · N514 · N515 · N516 · N517 · N518 · N519 · N520 · N521 · N522 · N523 · N524 · N525 · N526 · N527 · N806 · N830 · N848

Cursief vermelde wegen zijn voormalige Provinciale wegen